# Gabriele Pincherle
Gabriele Pincherle (Venezia, 25 aprile 1851 – Roma, 2 novembre 1928) è stato un magistrato e politico italiano.

## Biografia
Laureato a Padova, era zio di Alberto Moravia (figlio del fratello Carlo) e di Carlo e Nello Rosselli (figli di sua sorella Amelia, moglie di Giuseppe Rosselli).
Membro del Consiglio di Stato, ne divenne presidente di sezione il 6 febbraio 1913.